# Philippe d'Alsace
Pour les articles homonymes, voir Alsace (homonymie).
Philippe Ier de Flandre, dit Philippe d'Alsace, (en néerl. : Filips van de Elzas) né en 1143, et mort à Saint-Jean d'Acre (Royaume de Jérusalem) le 1er juin 1191, est un aristocrate et noble flamand. Il est à la fois vassal du roi des Francs Louis VII le Jeune pour la partie de son comté située en Flandre royale et vassal de l'empereur Frédéric Ier de Hohenstaufen pour le pays de Waes (au nord de Gand) et celui des Quatre-Métiers (situés en Flandre impériale) qu'il récupère par héritage.
Fils du comte de Flandre Thierry d'Alsace et de Sibylle d'Anjou (†1165), il est comte de Flandre de 1157 à 1191 et comte de Vermandois par mariage de 1167 à 1185, puis à titre viager de 1186 à 1191.
Son règne débute en tant que comte associé dès 1157, particulièrement durant les croisades de son père. Il met fin aux actes de piraterie sur les côtes flamandes en battant le comte Florent III de Hollande (1163).

## Biographie
Il avait pour saint Gossuin d'Anchin (vers 1089-1169), abbé de l'abbaye Saint-Sauveur d'Anchin, une vénération toute filiale, l'accompagnant toujours dans ses voyages. Son mariage en 1156 avec Élisabeth de Vermandois porte la puissance flamande à son extension maximale. En effet, le comte de Vermandois, Raoul II, frère d'Élisabeth, mais aussi époux de Marguerite d'Alsace, sœur de Philippe, est atteint de la lèpre. Son mariage n'étant pas consommé est rompu. Vers 1167, Raoul abdique en faveur de sa sœur, Élisabeth.
Le comte de Flandre hérite donc des comtés de Vermandois, d'Amiens et de Valois. Il gouverne sagement avec l'aide de Robert d'Aire, évêque de Cambrai et véritable premier ministre. Il met en place un système administratif efficace et assure une politique internationale reconnue (arbitrages entre Louis VII de France et Henri II Plantagenêt, entre Henri II et Thomas Becket, mariage de sa sœur Marguerite d'Alsace avec Baudouin V de Hainaut). En 1166, à la mort de Thierry d'Alost (ou Thierry de Gand), son beau-frère, il récupère le comté d'Alost, situé en Flandre impériale. Par là même, il devient avoué de Cambrai, charge qui lui assure de grands revenus.
La stérilité de son couple, la mort en 1174 du sage Robert d'Aire, assassiné sur ordre du seigneur Jacques Ier d'Avesnes, et celles de ses frères (en 1173, Mathieu, comte de Boulogne et en 1176 Pierre de Flandre, évêque de Cambrai), sans héritier mâle, marquent le début d'une politique plus imprudente. Avant de se croiser, en 1177, il désigne formellement sa sœur Marguerite et son beau-frère Baudouin V de Hainaut comme héritiers.
En Terre sainte, Philippe prend part à un projet d'invasion de l'Égypte. Pour la circonstance, les croisés se sont alliés à l'Empire byzantin. En août, une flotte byzantine de 150 galères arrive à Saint-Jean-d’Acre, mais Baudouin, le roi de Jérusalem, atteint de lèpre, ne peut pas prendre la tête de l’armée qu'il propose à son cousin germain, Philippe d'Alsace. Celui-ci refuse, prétendant qu’il est venu à Jérusalem pour faire ses dévotions et défendre le royaume et non porter la guerre dans des États voisins. Son refus fait échouer l’expédition et les Byzantins retournent chez eux. Pour Guillaume de Tyr, Philippe ne serait en fait venu en Terre Sainte que dans le but d'arranger le mariage de ses cousines, Sibylle et Isabelle sœurs de Baudouin et donc héritières potentielles du Royaume de Jérusalem, avec quelques-uns de ses chevaliers.
Philippe d’Alsace quitte Jérusalem et se rend en octobre 1177 à Tripoli, où il aide le comte Raymond III à assiéger sans succès la forteresse de Hama au début du mois de septembre 1177. Il se rend ensuite à Antioche et, avec le prince Bohémond III d'Antioche, il assiège à la fin du mois de novembre la forteresse de Harenc.
De retour de Palestine, le roi Louis VII, malade, le nomme tuteur de son jeune fils, le futur Philippe Auguste. Ce dernier est couronné roi le 1er novembre 1179. Pour se concilier le nouveau souverain, le comte lui donne en mariage sa nièce Isabelle, avec une dot imprudemment disproportionnée : l'Artois. Dès la mort de Louis VII, Philippe Auguste marque son indépendance. Raoul de Coucy et Raoul de Clermont supportant mal l'autorité de Philippe d'Alsace, ils intriguent auprès du jeune roi si bien que le comte de Flandre placé sous le coup d'une disgrâce est obligé de se retirer dans ses domaines.
Philippe d'Alsace animé par la vengeance, réclama aussitôt la suzeraineté des terres de Marle et de Vervins qui autrefois avaient fait partie du domaine de Vermandois et appartenaient alors au sire de Coucy. Ce dernier à son tour exigea la souveraineté du Vermandois. Les hostilités avec la France débutent en 1180 et le roi parvient à se saisir de plusieurs places frontières de cette province, parmi lesquelles Chauny tenait le premier rang. La guerre dévaste la Picardie et le nord de l'Île-de-France. Le conflit se poursuit progressivement à l'avantage du roi, qui refuse systématiquement le combat, mais manœuvre politiquement. En effet son beau-frère, Baudouin V de Hainaut est d'abord son allié, mais va suivre finalement les intérêts de sa fille Isabelle, reine de France au bord de la répudiation. La brouille entre les deux comtes est savamment organisée par le roi de France, qui va jusqu'à nommer (à son insu) le comte de Hainaut comme son représentant face au comte de Flandre.
La mort de son épouse Élisabeth de Vermandois, survenue le 28 mars 1183, envenime encore la situation puisqu'Éléonore, épouse de Mathieu III de Beaumont-sur-Oise et sœur d'Élisabeth, qui a testé en faveur du roi de France, réclame le Vermandois en héritage. Celle-ci promet surtout au roi de France de l'instituer son héritier s'il accepte de lui rendre justice. Le roi somme le comte de Flandre de restituer le Vermandois. En 1182, il déclare la guerre et s'empare d'Amiens alors que le comte reprend Chauny, brûle et dévaste les alentours. Henri II d'Angleterre propose sa médiation. Une trêve d'une année est observée.
Le comte de Flandre en profite pour se remarier en août 1183 avec Mathilde de Portugal, dotée d'un douaire somptueux, dans l'espoir d'une progéniture qui n'arrivera pas. Craignant d'être pris définitivement en étau entre le domaine royal et le Hainaut, après quatre ans d'hostilités incessantes, le comte signe la paix à Amiens le 10 mars 1186. Il reconnaît la cession du Vermandois et d'Amiens au roi, mais conserve à titre viager Saint-Quentin, Péronne et Ham avec le titre de comte de Vermandois.
En 1190, Philippe d'Alsace laisse le gouvernement aux mains de Mathilde et de Gérard, prévôt de Bruges, et rejoint la troisième croisade en Palestine, où des contingents flamands l'ont précédé. Arrivé à Saint-Jean-d'Acre, il est frappé par l'épidémie de peste et meurt le 1er juin 1191. Son corps est rapatrié par Mathilde de Portugal et enterré en l'abbaye de Clairvaux. À sa mort, Roger de Wavrin, évêque de Cambrai, et Raymond II, vicomte de Turenne, reprirent le commandement de l'armée flamande.

## Postérité
La politique de Philippe d'Alsace se caractérise par une urbanisation forte. Il transforme son comté en un État moderne, introduisant des changements radicaux dans le domaine judiciaire (renouvellement du droit pénal, définissant les huissiers de justice). Il soutient une série de remarquables initiatives économiques, comme la fondation des ports de Gravelines, Nieuwpoort, Damme et Biervliet.
Philippe d'Alsace fut un souverain lettré et sa cour devint un centre culturel important. Il est le protecteur de Chrétien de Troyes qui lui dédie son dernier ouvrage, Perceval ou le Conte du Graal. Le comte voyage beaucoup, mais réside habituellement au château de Wynendaele accompagné de sa cour. En 1180 à Gand, sur l'emplacement de l'ancien château de Baudouin bras de fer, il fait édifier le Gravensteen, le château des comtes de Flandre et Gand commence à se développer comme capitale du comté.
Philippe d'Alsace peut paraître le représentant d'un monde féodal finissant, au profit d'une nouvelle forme de souveraineté, annoncée et mise en place par Philippe Auguste. Pour la première fois, un roi de France a eu raison d'un comte de Flandre. Mais, malgré une guerre coûteuse, la Flandre n'a pas cessé son expansion économique (en atteste le nombre de chartes communales que le comte a signées). À sa mort, le pays se trouve dans un état de prospérité sans précédent.

## Galerie

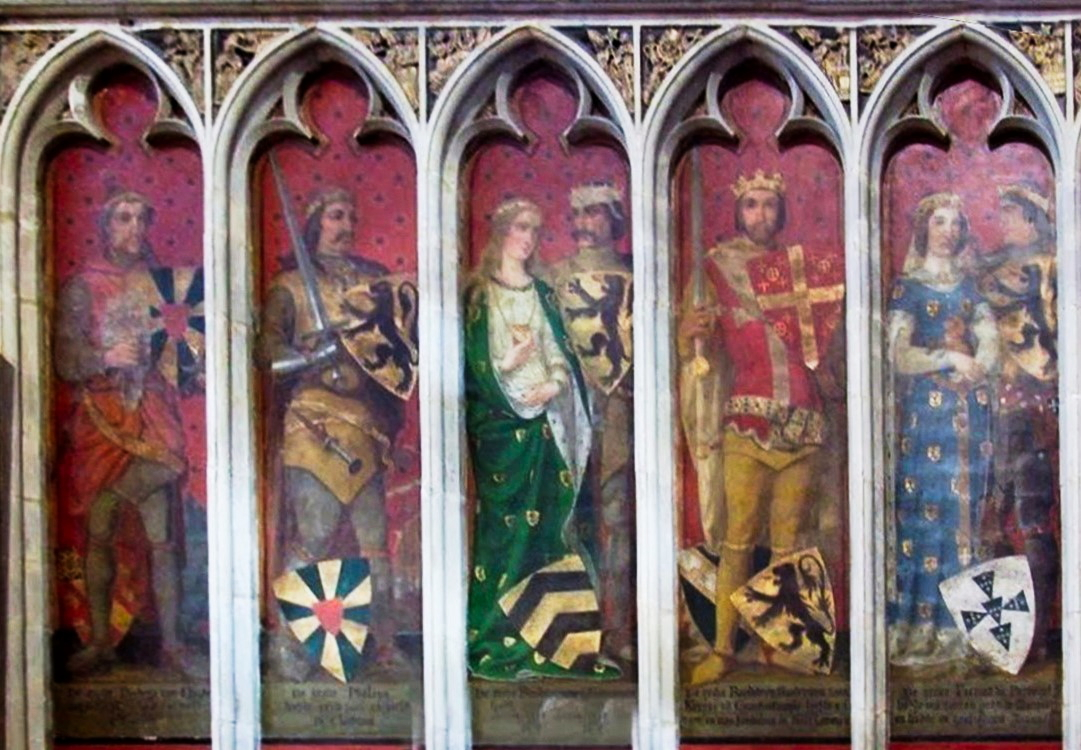
Dans la chapelle des comtes à Courtrai (Be). Au centre, Philippe d'Alsace.
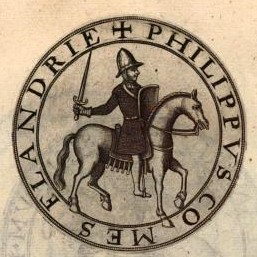
Sceau de Philippe d'Alsace.
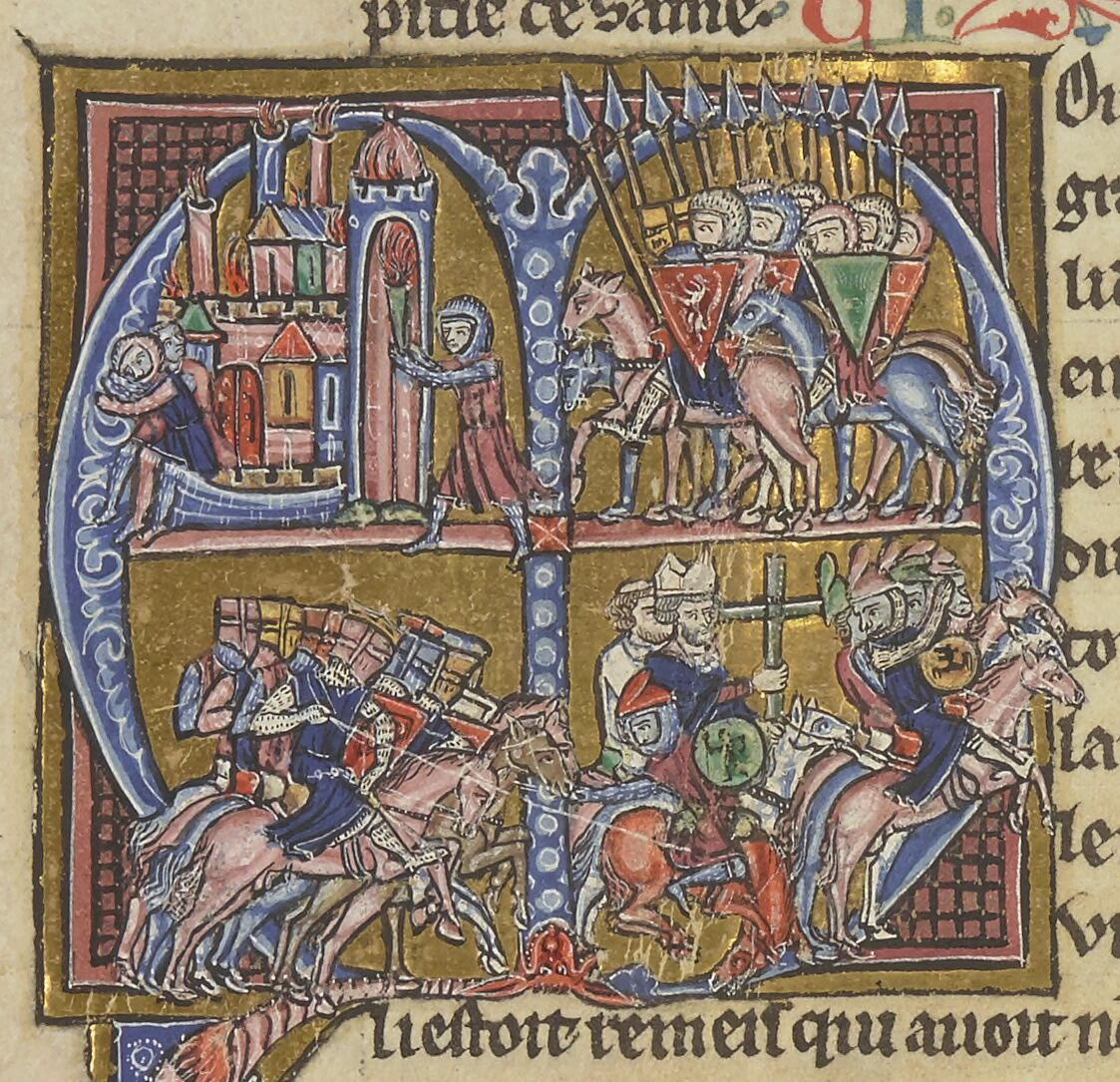
Philippe d'Alsace incendiant une cité et à la bataille de Gézer (1177).
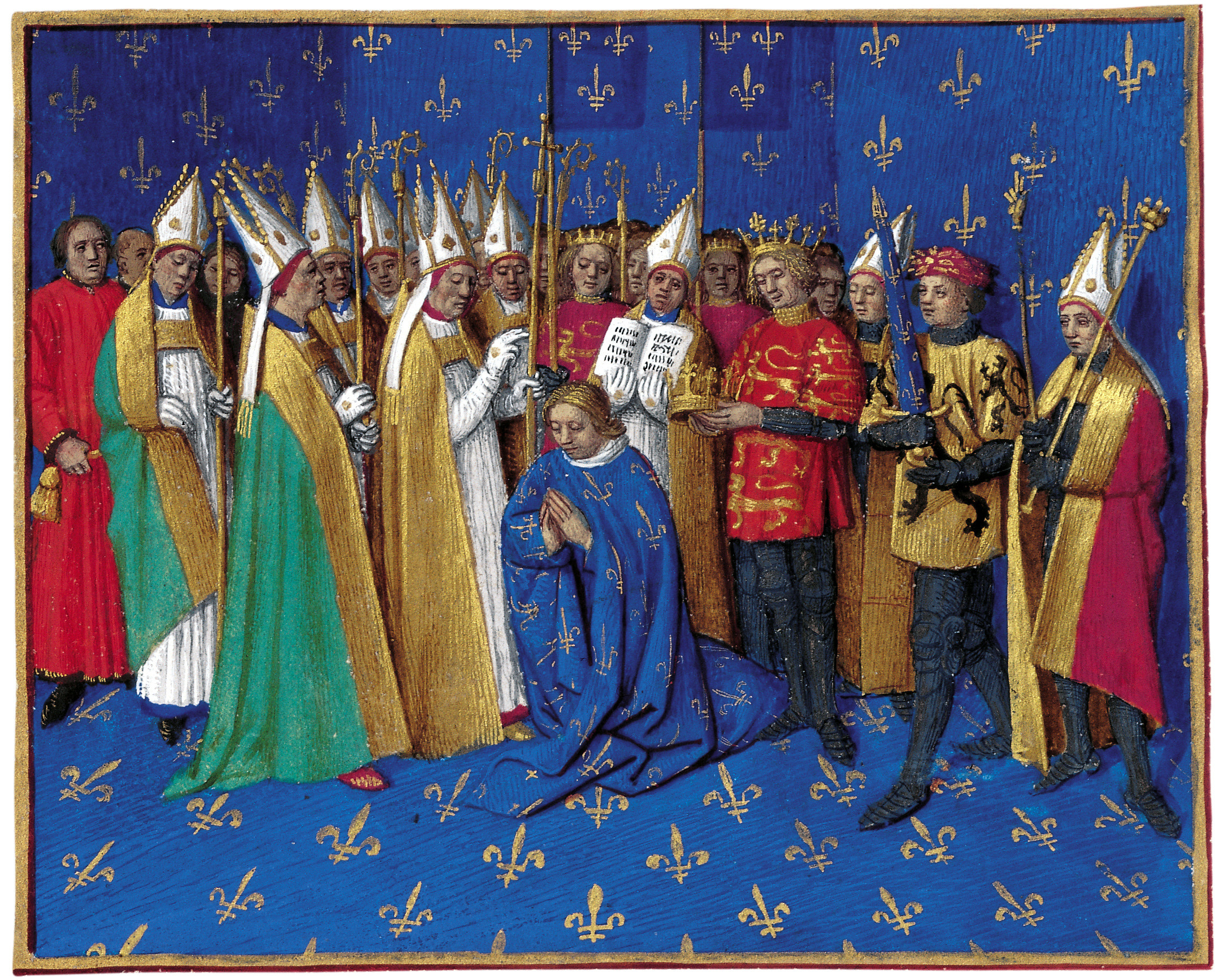
Jean Fouquet, Grandes Chroniques de France (vers 1455-1460) : Couronnement de Philippe Auguste, en présence de Henri Court-Mantel (roi d'Angleterre, vassal du roi de France pour ses possessions continentales, présentant la couronne de France), du comte de Flandre (deuxième à partir de la droite, reconnaissable à son tabard aux armes de Flandre), de l'évêque de Langres, des prélats et des barons du royaume.
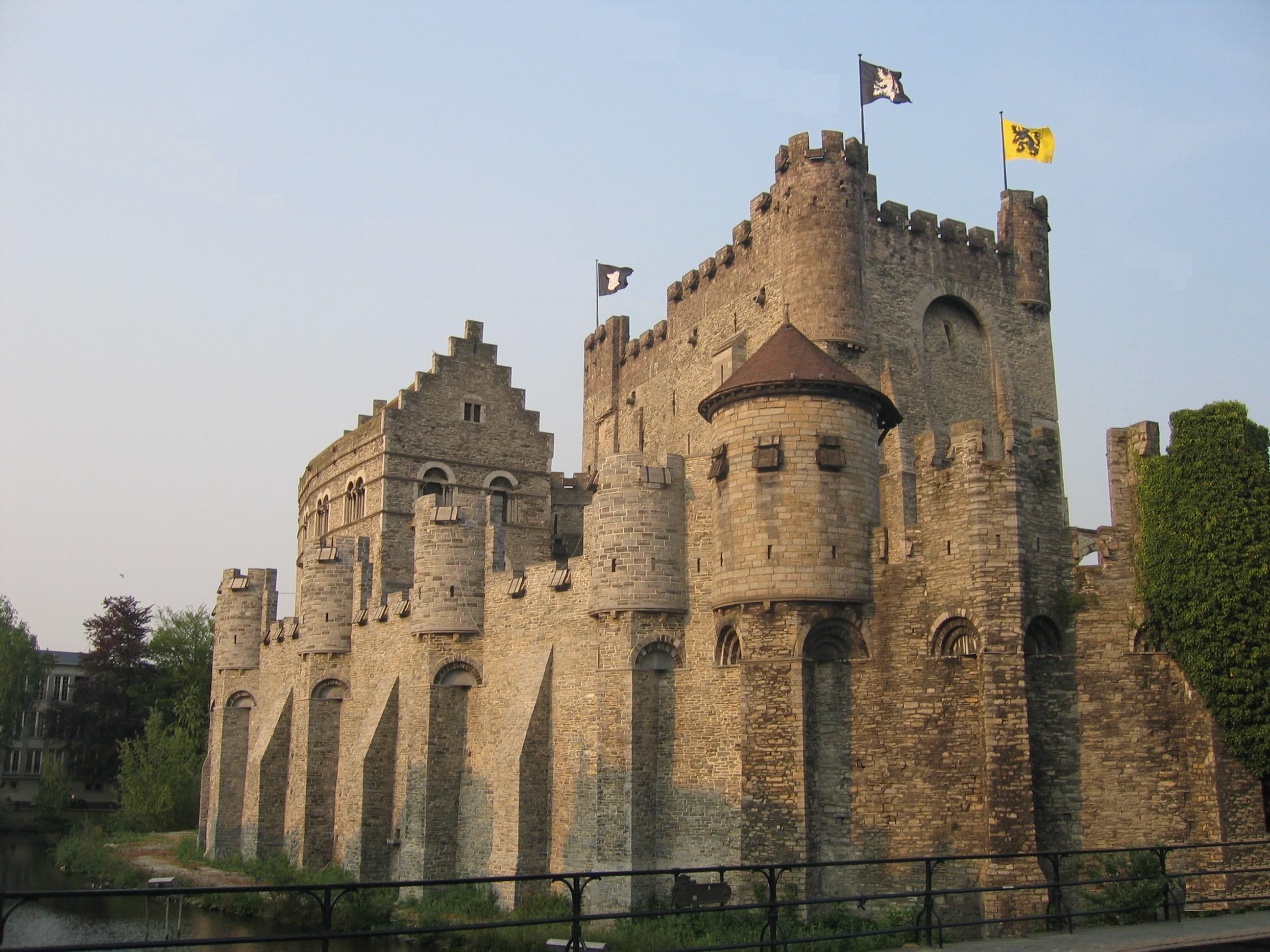
Le château des comtes de Flandre à Gand, construit en 1180 sous Philippe d'Alsace.

## Descendance
D'une maîtresse dont le nom est resté inconnu, il est le père de :
- Thierry de Flandre (en) (mort en 1207)[10], appelé Baudouin, chevalier d'Amiens par Guillaume de Tyr. En 1203 à Marseille, il aurait épousé la « Damsel de Chypre »[11], une fille d'Isaac Doukas Comnène (vers 1155-1195), empereur usurpateur de Chypre. Il participa en tant que chef des croisés flamands à la quatrième croisade.

## Héraldique
Philippe portait d'or au lion de sable armé et lampassé de gueules en tant que comte de Flandre, et échiqueté d'or et d'azur en tant que comte de Vermandois.